# ザ・レポート
『ザ・レポート』（原題:The Report）は2019年に公開されたアメリカ合衆国のドラマ映画である。ブッシュ政権下でのCIAによる拷問と、次のオバマ政権下でのその調査を描く。監督はスコット・Z・バーンズ、主演はアダム・ドライヴァーが務めた。本作は日本国内で劇場公開されなかったが、Amazonプライム・ビデオでの配信が行われている

## あらすじ
アメリカ合衆国上院調査スタッフのダニエル・J・ジョーンズはダイアン・ファインスタイン上院議員によってCIAの勾留及び尋問に関するプログラムを調査するチームのリーダーに任命される。2009年、ジョーンズ率いる6人のチームはCIA職員との接触を禁じられ、600万ページを超える文書を調査し始める。
フラッシュバックで、2001年のアメリカ同時多発テロ以降、CIAは容疑者の取り調べを強化する。翌年、CIAに雇用された心理学者のジェームズ・ミッチェル博士とブルース・ジェッセン博士は強化尋問技術と称した拷問を行う。
ジョーンズはFBI捜査官のアリ・スーファンに会い、またCIA文書を調べて、容疑者を重要人物であると偽って拷問したことを突き止める。医療助手であったレイモンド・ネイサンは密かにジョーンズに会い、CIAが容疑者を水責めにしたことを証言する。ジョーンズたちのチームは、国家安全保障問題担当大統領補佐官のコンドリーザ・ライスや、司法長官代理のジョン・ユーがCIAによる拷問の情報を隠し、当時のブッシュ大統領は2006年まで知らなかったことを知る。さらにCIA自身が拷問を内部調査し2009年に内部報告書をまとめたことを知る。メディアでは拷問によってテロを防ぐ重要情報が得られたと語られるが、拷問前にすでに情報が得られていたことがわかる。
5年を費やしたジョーンズたちの6000ページを超える報告書は、CIAにより妨害され、日の目を見られるか不明となる。チームのメンバーには辞職者も出る。CIAは、内部報告書がジョーンズによってハッキングされたとして訴追の構えを見せる。ジョーンズはニューヨークタイムズの記者に会い、一部の情報をリークする。CIAはジョーンズの訴追を取り下げる。議会で共和党が多数派となり、ホワイトハウスと共和党の取引により、報告書の公開は困難となる。ジョーンズは再び記者に会い、報告書のリークを促されるが、断る。

## キャスト
※括弧内は日本語吹替。
- アダム・ドライヴァー - ダニエル・J・ジョーンズ（英語版） ： 上院調査スタッフ（内田夕夜）
- アネット・ベニング - ダイアン・ファインスタイン：民主党上院議員（唐沢潤）
- ジョン・ハム - デニス・マクドノー：オバマ大統領首席補佐官（相沢まさき）
- ジェニファー・モリソン - キャロライン・クラス：司法長官代理、大統領法律顧問
- ティム・ブレイク・ネルソン（斎藤寛仁） - レイモンド・ネイサン
- ベン・マッケンジー - CIA職員
- ジェイク・シルバーマン - CIA職員
- マシュー・リス - ニューヨーク・タイムズの記者
- テッド・レヴィン - ジョン・オーウェン・ブレナン：CIA幹部、後に長官（魚建）
- マイケル・C・ホール - トーマス・イーストマン：CIA法律顧問
- モーラ・ティアニー - バーナデット：CIA職員
- ドミニク・フムザ - ジョージ・J・テネット：CIA長官
- ノア・ビーン - マルティン・ハインリヒ：民主党下院議員
- ダグラス・ホッジ - ジェームズ・ミッチェル博士：心理学者（ふくまつ進紗）
- T・ライダー・スミス（相沢まさき） - ブルース・ジェッセン博士：心理学者
- コリー・ストール - サイラス・クリフォード：ジョーンズが相談する弁護士（菊池康弘）
- ファジャー・カイシ - アリ・スーファン：FBI捜査官
- リンダ・パウエル - マーシー・モリス：ファインスタインのスタッフ（渡辺ゆかり）
- ジョン・ロスマン（相沢まさき） - シェルドン・ホワイトハウス：民主党上院議員
- ジョアン・タッカー - グレッチェン：CIA職員
- イアン・ブラックマン - コファー・ブラック：CIA幹部
- カルロス・ゴメス - ホセ・ロドリゲス：CIA幹部
- ラットネッシュ・デュベイ - ハリド・シェイク・モハメド：アルカイダ幹部
- スコット・シェパード（丸山壮史） - マーク・ユーダル：民主党上院議員
- ケイト・ビーハン - キャンディス・エイムズ
- ジェームズ・ヒンドマン - バックリー
- オースティン・マイケル・ヤング - ミラー捜査官
- ジョセフ・シラヴォ（黒澤剛史） - ジョン・リッツォ：CIA法律顧問

日本語吹替その他：金子修、梶川翔平、野首南帆子、竹村知美、田村千恵、森宮隆、佐藤友啓、谷内健、米倉希代子、矢尾幸子、熊谷海麗、裕樹、高原美樹
日本語版制作スタッフ　演出：高橋剛、翻訳：平田勝茂、録音・調整：渡邉邦昭（スタジオ・ユニ）、制作：ACクリエイト

## 製作
2018年4月4日、スコット・Z・バーンズが映画『The Torture Report』の監督に起用され、アダム・ドライヴァー、アネット・ベニング、ジョン・ハム、ジェニファー・モリソンが出演交渉に臨んでいると報じられた。16日、本作の主要撮影がニューヨークで始まった。5月1日、ティム・ブレイク・ネルソン、ベン・マッケンジー、マシュー・リス、テッド・レヴィン、マイケル・C・ホールがキャスト入りした。6月18日、モーラ・ティアニーが本作に出演するとの報道があった。

## 公開・マーケティング
2019年1月26日、本作はサンダンス映画祭でプレミア上映された。その際、タイトルが『The Torture Report』から『The Report』に変更された。なお、その後公表されたポスターでは最初のタイトルから削られた『Torture』の部分にマーカーが引かれたデザインが採用されている。28日、アマゾン・スタジオズが本作の配給権を獲得したと報じられた。8月23日、本作のティーザー・トレイラーが公開された。
当初、本作は2019年9月27日に全米公開された後、同年10月11日にAmazonプライム・ビデオで配信される予定だったが、後に全米公開日は11月15日に、配信日は11月29日に延期されることになった。

## 評価
本作は批評家から絶賛されている。映画批評集積サイトのRotten Tomatoesには31件のレビューがあり、批評家支持率は86%、平均点は10点満点で7.99点となっている。サイト側による批評家の見解の要約は「『ザ・レポート』はアメリカ史の暗黒面の一つを明るみに出し、ある公務員が忠実に義務を果たそうとする姿を一切の誇張を抜きに描き出した。同作は観客の心を掴む作品に仕上がっている。」となっている。また、Metacriticには10件のレビューがあり、加重平均値は79/100となっている。